# 善變的公主
「善變的公主」（気まぐれプリンセス）是日本的女子偶像組合早安少女組。的第41张单曲。2009年10月28日由zetima发售。

## 概要
- 「善變的公主」是七期成員久住小春的畢業單曲。
- 「善變的公主」是東京電視台節目「ザ・逆流リサーチャーズ」10月至12月的片尾曲。
- 此單曲有3個版本，分別有「初回生産限定盤A」、「初回生産限定盤B」和「CD ONLY」。「初回生産限定盤」收錄了「善變的公主」的PV。
- 在11月9日於公信榜单曲週排行榜取得第4位。

## 收錄内容

### CD（初回生産限定盤, CD ONLY）
CD
1. 善變的公主
（作詞・作曲：淳君 編曲：大久保薫）
2. 愛我，愛我多一分鐘（愛して 愛して 後一分）
（作詞・作曲：淳君  編曲：平田祥一郎）
3. 善變的公主(Instrumental)

### DVD（初回生産限定盤A）
1. 善變的公主（Dance Shot Ver.）

### DVD（初回生産限定盤B）
1. 善變的公主（Close-up Ver.）